# Metpalle
Metpalle es una ciudad y municipio situada en el distrito de Jagtial en el estado de Telangana (India). Su población es de 50902 habitantes (2011). Se encuentra en la región centro del país, a 222 km al norte de Hyderabad, la capital del estado.
Su población se dedica principalmente a la agricultura. siendo algunas de las principales cosechas  maíz, cúrcuma, arroz y soja.

## Demografía
Según el censo de 2011 la población de Metpalle era de 50902 habitantes, de los cuales 25475 eran hombres y 25427 eran mujeres. Metpalle tiene una tasa media de alfabetización del 74,34%, superior a la media estatal del 67,02%: la alfabetización masculina es del 83,37%, y la alfabetización femenina del 65,35%.